# Heiner Zametzer
Heiner Zametzer (* 10. April 1937 in Bayreuth; † 27. Oktober 2006) war ein deutscher Kulturhistoriker und Kulturwissenschaftler.

## Leben
Nachdem Zametzer im Jahre 1955 seinen Wohnort nach München verlegt hatte, begann er ab 1957 bis zum Jahre 1962 das Fach der Malerei an der Akademie der Bildenden Künste München zu studieren.
Anschließend erwarb er eine Ausbildung in Pädagogik, die er mit dem Staatsexamen 1964 abschloss. In Regensburg und München war er in den Jahren 1964 bis 1967 als Lehrer im Fach Kunsterziehung tätig. Ab 1967 betätigte er sich im Bereich der Stadtteilkunst.
So gründete er die Künstlergruppe Team 67 mit, die sich an vielseitigen und interdisziplinären Auftritten in München, Regensburg und in Aarhus zeigte. Weiterhin beteiligte er sich in den Jahren 1970 bis 1973 an künstlerischen Wettbewerben, der Aktion Kunst am Bau und in verschiedenen Büros, die im Bereich der Architektur und des Designs arbeiteten.
Ab dem Jahre 1973 begann er mit dem Studium der Soziologie und Psychologie, das er im Jahre 1979 als diplomierter Soziologe beendete. Ab 1977 übernahm er eine Stelle im Kulturreferat der Stadt München und baute in den folgenden Jahren als Abteilungsleiter umfangreiche Felder der Stadtteil-, Kinder- und Jugendkultur auf, wobei er sich auch in der Kulturarbeit für ausländische Bürger, dem Aufbau von Geschichtswerkstätten und den dazugehörigen Problemstellungen der Raumplanung und -entwicklung widmete. In dieser Zeit entwickelte er auch das Konzept flächendeckender Stadtteil-Kultureinrichtungen (Kulturhäuser, Kulturläden), die dann im Laufe der 1990er Jahre in München entstanden. 
An der Gründung des Vereins Aufruf zur Fantasie beteiligte er sich im Jahre 1977. Im Jahre 1987 wurde er im Rahmen seiner Beamtenlaufbahn zum Kulturdirektor im Kulturreferat der Stadt München befördert. In dieser Funktion entwickelte er auch kulturelle Modellprojekte für benachteiligte Jugendliche. Auf dem Gebiet der Stadtkultur erarbeitete er Forschungsthemen, die interdisziplinär angelegt waren, wobei er internationale Anerkennung gerade im Bereich der Stadtteilkultur erwarb.
Bei Oskar Negt erlangte er an der Universität Hannover 1990 mit seiner Arbeit Kulturelle Stadtteilarbeit - Vorfeld proletarischer Öffentlichkeit: eine Begriffsanwendung zur Klärung und Legitimation eines kulturpolitischen Feldes die Promotion. In den folgenden Jahren weitete sich sein Arbeitsfeld auf die europäische Ebene aus, wobei er im Rahmen des Projekts Culture and Neighbourhoud des Europarats für europäische Großstädte an der Erstellung neuer spartenübergreifender Kulturkonzepte mitwirkte.
Nach 1998 verlegte er seinen Wohnsitz nach Oberndorf in Tirol im Bezirk Kitzbühel und nach Wien. In den Jahren 1999 bis 2001 übernahm er die Ausarbeitung des Kulturteils des städtischen Münchner Entwicklungskonzepts Perspektive 2000. Nach seinem altersbedingten Ausscheiden aus dem öffentlichen Dienst im Jahr 2003 widmete er sich wieder seiner künstlerischen Arbeit.
Heiner Zametzer war auch ein sehr guter Leichtathlet: 1963 erreichte er als erster Deutscher im Speerwurf eine Weite von mehr als 80 Metern.

## Projekte der künstlerischen Arbeit und Lehrtätigkeit
- 1990 bis 1998: Vorlesungen am Internationalen Zentrum für Kultur&Management (Universitätslehrgang an der Universität Linz mit MAS Abschluss) in den Fächern Kulturpolitik und -philosophie; weiterhin Mitarbeit in der Prüfungskommission und Lehrgangsentwicklung
- 1994 bis 1996: gewerkschaftliche Kulturarbeit in der Stadt Linz
- 1997: Gründung des Arbeitskreises Oberndorfer Kulturgespräche
- 1998 bis 2004: in Wien Aufbau von Kulturwerkstätten und damit verbundener Projekte für den Bereich der Arbeitsmarkt- und Bildungspolitik
- 2000 bis 2001: Vorlesungen am Institut für Theaterwissenschaft an der Universität Wien